# Villaverde del Monte
Villaverde del Monte ist ein Ort und eine nordspanische Landgemeinde (municipio) mit nur noch 108 Einwohnern (Stand: 2024) im Zentrum der Provinz Burgos in der Autonomen Gemeinschaft Kastilien-León. Zur Gemeinde gehören neben dem Hauptort die Ortschaften Revenga de Muñó und Villahizán.

## Lage und Klima
Villaverde del Monte liegt in der kastilischen Hochebene (meseta) etwa 28 Kilometer südsüdwestlich der Provinzhauptstadt Burgos in einer Höhe von ca. 850 m. Das Klima ist gemäßigt bis warm; Regen (ca. 627 mm/Jahr) fällt übers Jahr verteilt.

## Bevölkerungsentwicklung
| Jahr      | 1970 | 1981 | 1991 | 2001 | 2011 | 2021 |
| Einwohner | 357  | 269  | 207  | 190  | 156  | 122  |

## Wirtschaft
Die Einwohner der Landgemeinde leben hauptsächlich von der Landwirtschaft (Ackerbau, Viehzucht und Weinbau); die Gemeinde gehört zum Weinbaugebiet Arlanza (D.O.). 

## Sehenswürdigkeiten
- Petruskirche (Iglesia de San Pedro Apóstol)

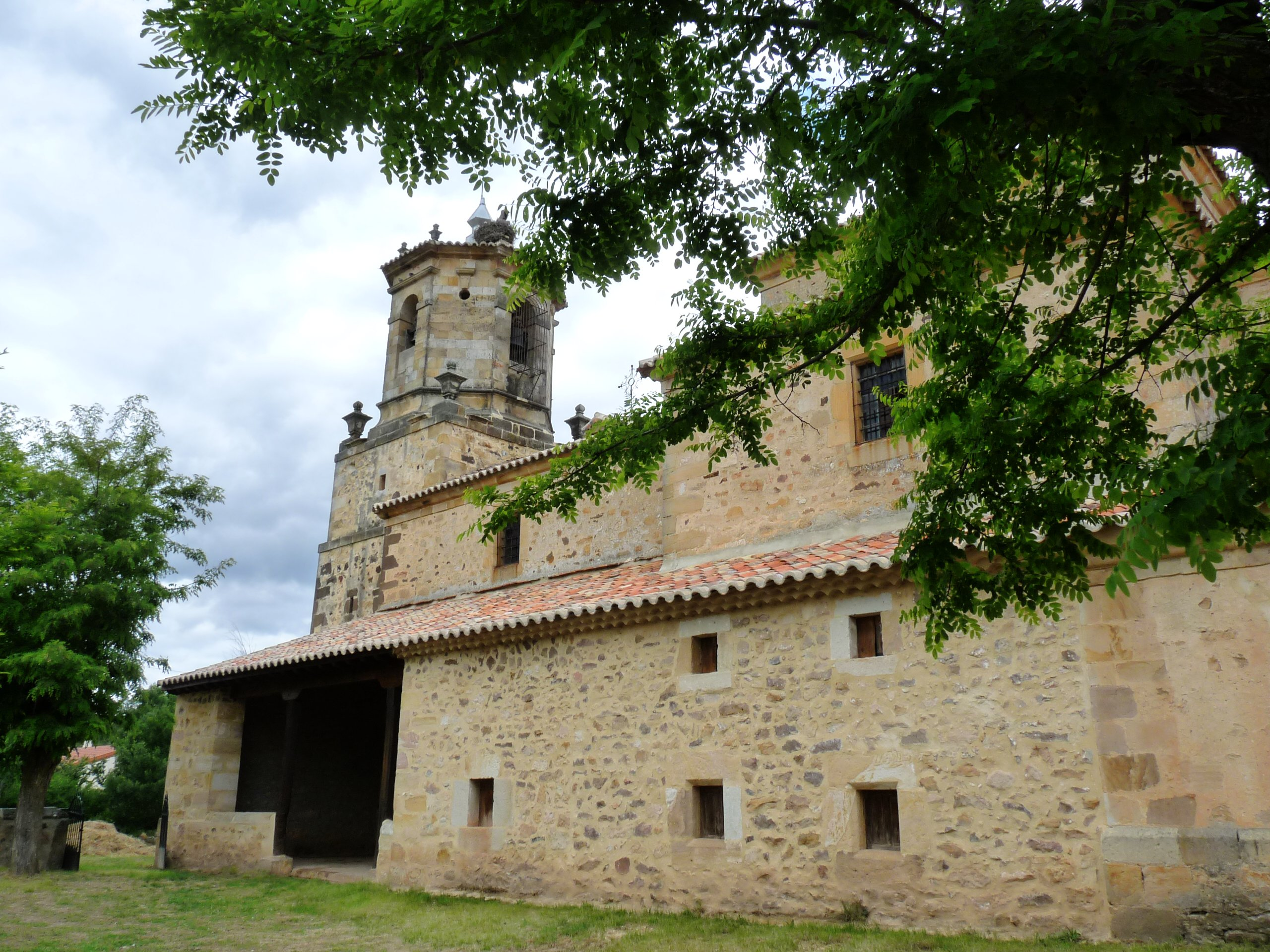